# Nederland op het Eurovisiesongfestival 2011
Nederland nam deel aan het Eurovisiesongfestival 2011 in Düsseldorf, Duitsland. Het was de 52ste deelname van het land op het Eurovisiesongfestival. De groep 3JS werd intern gekozen om Nederland te vertegenwoordigen. De TROS was verantwoordelijk voor de Nederlandse bijdrage.

## Selectieprocedure
Op 15 juli 2010 maakte de TROS bekend dat de groep 3JS Nederland mocht vertegenwoordigen op het Eurovisiesongfestival 2011. Het lied waarmee de groep naar Düsseldorf trekt, werd gekozen op het Nationaal Songfestival 2011, op 30 januari 2011. Het publiek stond voor in voor de helft van de punten, de rest van de punten werd verdeeld door de vakjury, bestaande uit René Froger, Eric van Tijn, Daniël Dekker, Annemieke Schollaardt en Hind Laroussi.

## Nationaal Songfestival 2011
Tijdens het Nationaal Songfestival werden vijf nummers gezongen. Alle inzendingen werden vertolkt door 3JS. De vakjury bepaalde 50% van de punten, de rest bepaalde het publiek via televoting. Alle nummers werden in het Nederlands gezongen. Yolanthe Sneijder-Cabau presenteerde de show, net als in 2010. De keuze viel op Je vecht nooit alleen, dat voor het Eurovisiesongfestival werd vertaald naar het Engels: Never alone.
| Volgorde | Lied                  | Jury | Publiek    | Totaal |
| -------- | --------------------- | ---- | ---------- | ------ |
| 1        | Je vecht nooit alleen | 5    | 5 (63,8 %) | 10     |
| 2        | De stroom             | 4    | 4 (25,5 %) | 8      |
| 3        | Ga dan niet           | 3    | 1 (1,0 %)  | 4      |
| 4        | Weelderig waardeloos  | 1    | 3 (5,8 %)  | 4      |
| 5        | Toen ik jou vergat    | 2    | 2 (3,9 %)  | 4      |

## In Düsseldorf
In Düsseldorf trad Nederland aan in de tweede halve finale, op 12 mei. Nederland was als derde van negentien landen aan de beurt, na Oostenrijk en voor België. Bij het openen van de enveloppen bleek dat de 3JS zich niet hadden weten te plaatsen voor de finale. Het was voor het zevende jaar op rij dat Nederland na de halve finale naar huis mocht, waarmee het land alleen recordhouder is. Na afloop van het festival werd duidelijk dat Nederland troosteloos laatste was geworden, met dertien punten. De laatste keer dat Nederland laatste werd op het Eurovisiesongfestival was in 1968.